# میرلا فرنی
میرلا فرنی (ایتالیایی: Mirella Freni؛ زادهٔ ۲۷ فوریهٔ ۱۹۳۵ – درگذشته ۹ فوریهٔ ۲۰۲۰) خواننده اپرای اهل ایتالیا با صدای سوپرانو بود. او تاکنون به اجرای آثاری از وردی، پوچینی، موتسارت و چایکوفسکی پرداخته است.